# Сеппо Рятю
Сеппо Генрік Рятю (фін. Seppo Henrik Räty; нар. 27 квітня 1962) — фінський легкоатлет, який спеціалізувався на метанні списа.

## Спортивні досягнення
Срібний (1992) та двічі бронзовий (1988, 1996) олімпійський призер з метання списа.
Чемпіон світу з метання списа (1987). Срібний призер чемпіонату світу з метання списа (1991). Фіналіст (11-е місце) чемпіонату світу з метання списа (1995).
Срібний призер чемпіонату Європи з метання списа (1994). Фіналіст (5-е місце) чемпіонату Європи з метання списа (1990).
8-разовий чемпіон Фінляндії з метання списа (1985, 1986, 1989, 1990, 1991, 1993, 1995, 1996).
Двічі встановлював світові рекорди з метання списа (старого зразка) — 91,98 та 96,96 (обидва — 1996).